# Gulatinget
Gulating (oldnordisk: Gulaþing) var en af de fire gamle folkelige forsamlinger eller ting (norsk: lagting) i middelalderens Norge. Historisk var det rets- og samlingssted for det meste af Vestnorge, og blev afholdt ved Gulen nord for Bergen. Tinget fungerede som både dømmende og lovgivende instans, hvor tvister blev afgjort, og love fastlagt.
Tinget blev afholdt fra omkring år 900. Gulating blev sammen med Norges tre øvrige gamle landsdelsforsamlinger – Borgartinget, Eidsivatinget og Frostatinget – samlet i én retskreds i slutningen af 1200-tallet, da kong Magnus Lagabøte lod den eksisterende lovsamling nedskrive.
Det blev udnævnt til Sogn og Fjordanes Tusindårssted i 2000.